# بخش ناگپور
بخش ناگپور (به انگلیسی: Nagpur division) یک منطقهٔ مسکونی در هند است که در مهاراشترا واقع شده‌است. بخش ناگپور ۵۱٬۳۳۶ کیلومتر مربع مساحت و ۱۰٬۶۶۵٬۹۳۹ نفر جمعیت دارد.